# Aire protégée des îles Phœnix
L’aire protégée des îles Phœnix (en anglais : Phoenix Islands Protected Area), située aux îles Phœnix et dans les eaux environnantes, aux Kiribati, est « la plus grande zone marine protégée au monde ». Créée en mars 2006 par le gouvernement du président Anote Tong, elle recouvre 408 250 km2, soit 12 % des eaux territoriales et du territoire du pays. Elle inclut huit îles ou atolls, ainsi que des récifs submergés, et les eaux environnantes. Interdite à toute exploitation des ressources, elle contient une diversité d'espèces marines, souvent surexploitées dans d'autres parties du monde ; elle  « conserve l'un des derniers écosystèmes intacts d'archipel corallien océanique de la planète ». Sa création s'inscrit dans la politique du président Tong d'encourager la communauté internationale à faire davantage pour protéger l'environnement ; il la décrit comme « une contribution significative à la communauté mondiale, dans l'espoir que d'autres agissent également ».
Le site a été inscrit au patrimoine mondial de l'UNESCO en août 2010, devenant le premier site aux Kiribati à y être inscrit.
En novembre 2021, toutefois, le président Taneti Maamau annonce que son gouvernement compte proposer un amendement à la législation protégeant cette zone, afin d'ouvrir l'Aire protégée des îles Phœnix à la pêche commerciale pour des navires étrangers. Il explique que cela générera des revenus financiers utiles au pays. La protection de la zone est levée, au bénéfice notamment de navires de pêche chinois.